# جمال السجيني
جمال السجيني (القاهرة، 7 يناير 1917 - برشلونة، 19 نوفمبر 1977)، مثّال ومصمم ميداليات مصري، حصل على جائزة الدولة التقديرية سنة 1962.

## حياته
ولد جمال الدين رأفت السجيني في حي باب الشعرية بالقاهرة في 7 يناير 1917، ونشأ بالقرب من سوق خان الخليلي، فتأثر بمهارة حرفيي المعادن والصاغة العاملين في هذه المنطقة.
التحق السجيني بمدرسة الفنون الجميلة بالقاهرة سنة 1933، حيث درس على يد النحات السويدي فرودمن كلوزيل (1878 ـ 1959). وفي سنة 1937، نال السجيني جائزة مسابقة محمود مختار للنحت، التي كانت قد أنشأتها هدى شعراوي سنة 1935 تخليدًا لذكرى محمود مختار، وفي سنة 1938 تخرج السجيني في مدرسة الفنون الجميلة.
في سنة 1945، أسس مجموعة «صوت الفنان» لتشجيع الفنانين المصريين الجدد، ثم سافر إلى فرنسا على نفقته الخاصة، وهناك تعرّف إلى أعمال رودان وبرانكوزي وبورديل ومايول، ثم حصل على منحة لمتابعة دراسته في مجال المعادن والنحت في روما، حيث حصل على ليسانس أكاديمية الفنون بروما في تخصص فن الميدالية.
لدى عودته إلى مصر سنة 1951، أقام السجيني محترفه في حي الزمالك، وعُين مدرسًا للنحت في مدرسة الفنون الجميلة بالقاهرة، ثم انتقل سنة 1958 إلى الإسكندرية ليرأس قسم النحت في كلية الفنون الجميلة ـ حديثة الإنشاء ـ بها، ثم ترك منصبه هذا سنة 1964 إثر تعيينه مديرًا لقسم النحت في كلية الفنون الجميلة بالقاهرة، وهو المنصب الذي ظل فيه حتى تقاعده سنة 1977، قبيل أشهُر من وفاته.

### عن عائلته
ينتمي الفنان الراحل لعائلة السجيني، أحد عائلات مصر العريقة والتي من بين أبناءها:
- الإمام عبد الرؤوف السجيني الشيخ التاسع للأزهر الشريف.
- اللواء أشرف السجيني مساعد وزير الداخلية الأسبق.
- السياسي الوفدي وعضو مجلس النواب أحمد السجيني.
- الدكتور عبد المنعم السجيني نائب رئيس نادي سموحة بالأسكندرية الأسبق.

## من أشهر أعماله

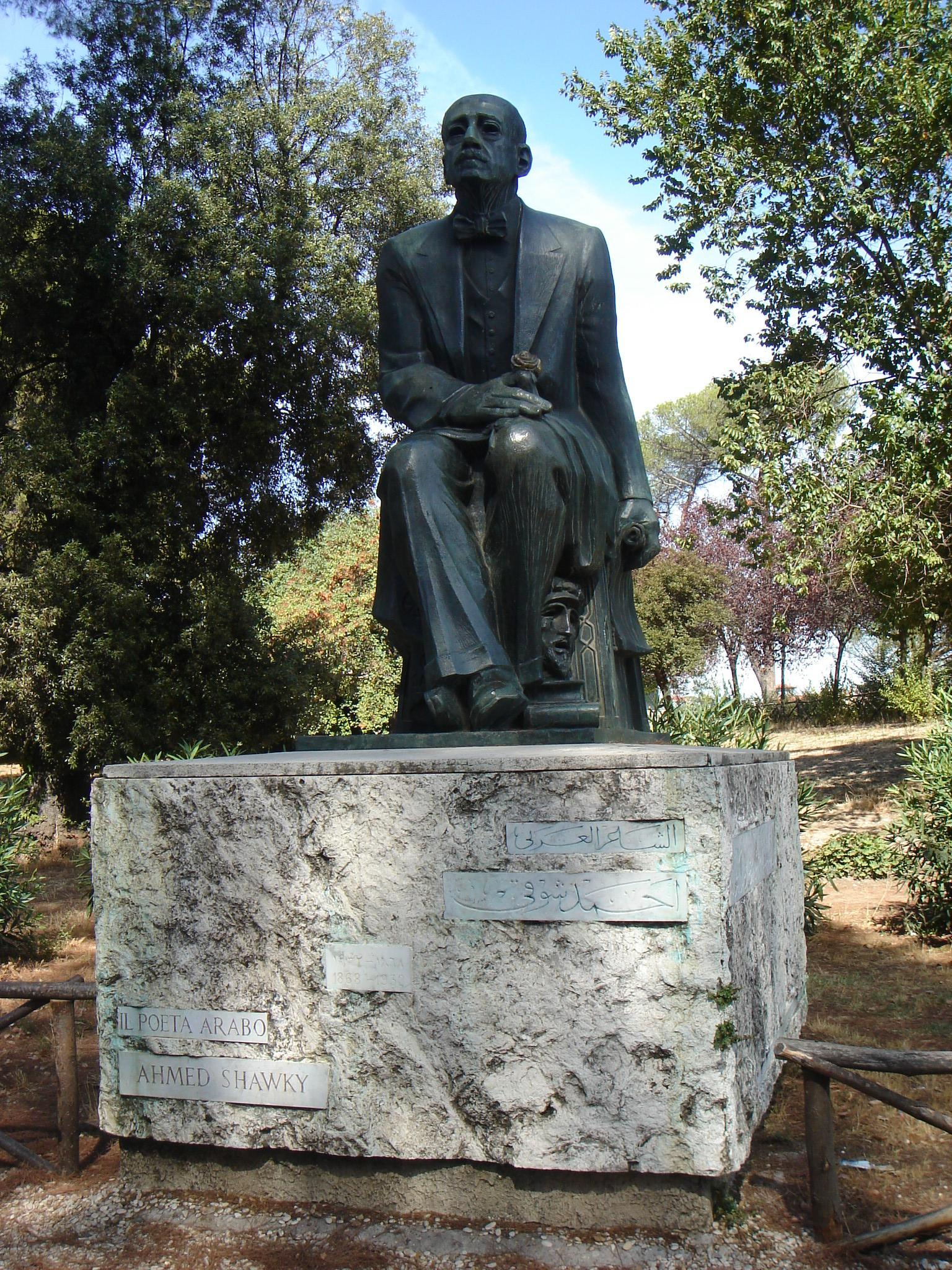
تمثال أحمد شوقي في فيلا بورغيزي بالعاصمة الإيطالية روما

- تمثال من البرونز لأمير الشعراء أحمد شوقي في حدائق فيلا بورغيزي بالعاصمة الإيطالية روما.[3]
- نسخة ثانية من نفس التمثال بحديقة متحف أحمد شوقي (كرمة ابن هانئ) علي كورنيش النيل بالجيزة.[3]
- نسخة ثالثة أمام حديقة الأورمان بالجيزة.[3]
- تمثال «أمومة».[4]
- تمثال العبور: تمثال من الحجر الصناعى أنجزه السجيني سنة 1975، بطول أفقى بلغ خمسة أمتار ونصف، وارتفاع بلغ مترين. وُضع أولًا في إحدى الحدائق بمدخل مدينة بنى سويف ثم نُقل لاحقًا إلى أحد الميادين الهامة بذات المدينة.[4]
- تمثال «مصر أكتوبر»، وكان مقررًا وضعه مكان تمثال ديليسبس في مدينة بورسعيد.[4]
- برع السجينى في فن تصميم الميدالية، ونفذ العديد من الميداليات التي تمثل أحداثًا هامة.[4]

## الجوائز والتكريم
- جائزة مسابقة محمود مختار للنحت (1937).[2]
- جائزة النحت في الدورة الأولى لبينالى الإسكندرية لدول البحر المتوسط (1955).[5]
- الميدالية الذهبية في المعرض الدولي للفنون التشكيلية في موسكو (1957).[6]
- جائزة الدولة التقديرية (1962).[2]
- وسام الاستحقاق من رتبة فارس من الجمهورية الإيطالية.[6]

## عضويته في الهيئات والجمعيات المتخصصة
كان السجيني عضوًا بلجنة الفنون التشكيلية بالمجلس الأعلى لرعاية الفنون والآداب والعلوم الاجتماعية بمصر.

## وفاته
في سنة 1977، سافر السجيني إلى إسبانيا لإقامة معرض في مركز دراسات البحر الأبيض المتوسط في برشلونة، وهناك توفي في نوفمبر 1977.